# Windmotor

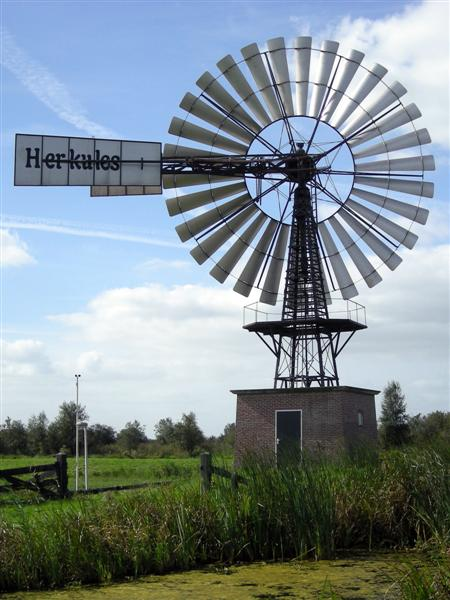
Amerikaanse windmotor De Veenhoop

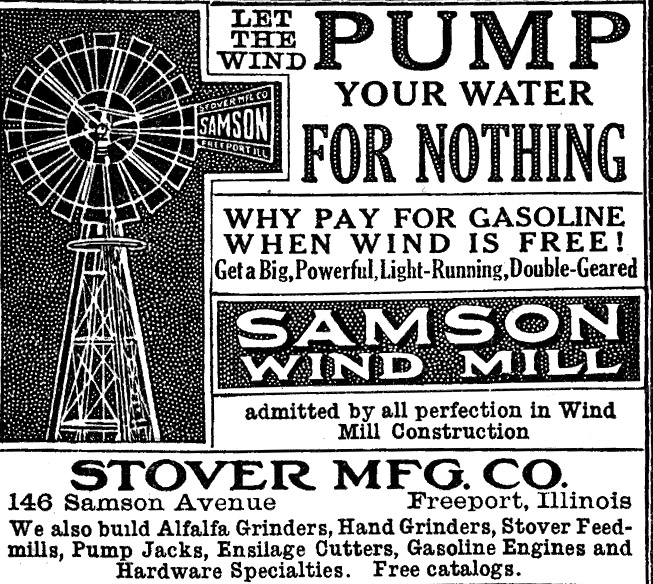
Amerikaanse advertentie voor een windmotor (1916)

De Amerikaanse windmotor of roosmolen is een type traaglopende windmolen met veel bladen (wieken). De molen is in de Verenigde Staten door Daniel Halladay ontwikkeld en werd gebruikt voor irrigatiedoeleinden. In Nederland is hij gebruikt als poldermolen.

## Techniek
Doordat deze molen een groot aantal wieken heeft, draait hij traag en heeft hij een hoog aanloopkoppel, wat gunstig is voor het op gang brengen van een zuigerpomp. Tegenover dit voordeel staat het nadeel dat dergelijke molens log en zwaar zijn, en dat het haalbare rendement niet hoog is.
De grotere windmotor heeft doorgaans twintig tot dertig bladen; in een extreem geval wel 42!
De Amerikaanse windmotor heeft, net als bijvoorbeeld het in Nederland bekende Bosman-molentje, een of twee windvanen, waardoor hij niet handmatig in de wind gedraaid hoeft te worden. Bij exemplaren met twee windvanen is een van de vanen kleiner dan de andere. Deze vaan zit vast aan het turbinelichaam en staat altijd evenwijdig aan het windrad. Deze vaan drukt het windrad daardoor bij (te) krachtige wind altijd uit de wind (dat wil zeggen dat de wind langs het windrad waait). De grotere (of enige) vaan is met behulp van een handlier verstelbaar tussen twee uiterste standen: evenwijdig aan het windrad (parallel aan de kleine vaan) of haaks daarop. Staat de grote vaan parallel aan de kleine, dan drukken beide vanen het windrad uit de wind. Staat hij echter haaks op de kleine vaan, dan draait de grote vaan het windrad in de wind. Bij tussenstanden staat het windrad meer of minder in de wind. Bij sterke wind wordt de grote vaan richting de kleine gedrukt, waardoor de molen meer uit de wind gedraaid wordt. Daardoor is de molen in principe ook zonder toezicht stormbestendig.

## Producenten
De grotere windmotoren waren meestal van het merk Herkules (type Metallicus); dit type was in de jaren twintig van de 20e eeuw in de handel en werd in Nederland door de firma R.S. Stokvis geïmporteerd. De middelgrote windmotor heeft tien tot twintig bladen. Hij is meestal uitgevoerd met een platform en veelal van het merk Record. Het kleinere type heeft vier bladen. Veel van deze kleine en middelgrote windmolens werden geproduceerd door de windmotorenfabriek Gebr. Bakker te IJlst.
Een aangepaste vorm met een kleiner rad werd in Europa geproduceerd door Herkules Metallicus te Dresden. Tussen 1902 en 1925 zijn er een 200-tal van deze molens geplaatst, vooral daar waar een stoomgemaal te groot en te duur zou zijn. Dit was met name in Noord-Holland en Friesland het geval.

## Windmotoren in Nederland
Dit type molen is in Nederland in de eerste helft van de 20e eeuw vaak toegepast voor de bemaling van kleinere polders. Hij was slechts gedurende een beperkte periode in zwang, omdat het elektrische gemaal uiteindelijk de roosmolen verdrong. Ook hadden de molens technische nadelen: hoewel ze zodanig waren ontworpen dat ze automatisch uit de wind werden gedraaid bij hoge windsnelheden, ging dat nogal eens fout door gebrek aan smering of verwaarlozing waardoor de molen vernield werd. Door dit alles is de roosmolen tegenwoordig een bezienswaardige curiositeit.
Heemschut en andere landschapsbeschermers waren niet blij met de komst van dit type molen, daar ze vreesden dat deze de traditionele wipwatermolen en spinnenkopmolen zou verdringen. Bovendien werd de enorme metalen molen lelijk gevonden.
- Groningen: er zijn vijf complete windmotoren in Groningen, drie aan het Zuidlaardermeer bij Kropswolde, genaamd Kikkoman, Koetse Tibbe en De Putter[1], één in Kolham, genaamd Westerpolder en er staat een in Schildwolde, genaamd Roosmolen Wilhelmina. Daarnaast zijn er nog enkele vervallen exemplaren.
- Friesland: er waren ooit enkele honderden windmotoren in Friesland, nu resten er ongeveer 70.
- Drenthe: in Peize staat de gerestaureerde Amerikaanse Windmotor Peize.
- Overijssel: in Raalte staat aan de Nieuwe Raalte Wetering een in 2003 gerestaureerde windmotor.
- Gelderland: in Zutphen staat in de uiterwaarden van de IJssel een gerestaureerde maar vastgezette windmotor. In Wenum-Wiesel bij Apeldoorn zijn twee windmotoren uit 1930 aangewezen als gemeentelijk monument. Die langs de Papegaaibeek werd in 2024 totaal vernieuwd weer in gebruik genomen, hij watert af op de Grift. De windmotor langs de Grift ter hoogte van De Haere werd in 2025 gerenoveerd.
- Noord-Brabant: in Genderen staat in de uiterwaarden van de Bergsche Maas de Schrikmolen, een windmotor van het merk Herkules.
- Noord-Holland: hier staan drie gerestaureerde windmotors, de Herkules in Zaandam, de Windmotor Brakepolder en de Windmotor Hauwert.
- Zuid-Holland: de laatst overgebleven windmotor in Zuid-Holland is de Zuidbroeksemolen in Berkenwoude.
- Zeeland: In Zeeland komen geen windmotoren meer voor. Wel staan er kleinere weidemolens.

Amerikaanse windmotor ·
beltmolen ·
bovenkruier ·
grondzeiler ·
paltrokmolen ·
spinnenkop ·
standerdmolen ·
kotmolen ·
stellingmolen ·
houten achtkant ·
ronde stenen molen ·
tjasker ·
torenmolen ·
weidemolen ·
wipmolen ·
monniksmolen (Friese mounts) ·
tonmolen ·
windturbine ·
Bosman-molentje

Verwant artikel: Windmolens in Nederland